# Rhagium pygmaeum
Rhagium pygmaeum là một loài bọ cánh cứng trong họ Cerambycidae.